# Kyle Kennard
Kyle M. Kennard (Flint, 12 dicembre 2001) è un giocatore di football americano statunitense che milita nel ruolo di linebacker per i Los Angeles Chargers della National Football League (NFL).

## Carriera universitaria

### Georgia Tech
Nelle prime due stagioni a Georgia Tech nel 2020 e 2021, Kennard mise a segno 25 tackle e 4,5 sack. Nel 2022 disputò 9 partite su 12 come titolare, con 36 placcaggi e 2 sack. Nel secondo turno della stagione 2023 fu premiato come miglior defensive lineman della Atlantic Coast Conference (ACC) della settimana dopo avere fatto registrare 5 tackle, un fumble forzato, uno recuperato e un intercetto nella vittoria sui South Carolina State Bulldogs. Ottenne lo stesso riconoscimento due settimane dopo dopo avere messo a segno 4 sack e un fumble forzato contro Wake Forest. Chiuse l’annata con 54 tackle, 6 sack, 2 fumble forzati, 2 recuperati e un intercetto. A fine anno optò per cambiare istituto.

### South Carolina
Nel 2024 Kennard si trasferì a giocare ai South Carolina Gamecocks. Nella prima partita con la nuova Maglia mise a referto 5 placcaggi, 2,5 sack e 2 fumble forzati nella vittoria su Old Dominion. Chiuse la stagione con il secondo risultato della storia dell’istituto con 11,5 sack, dietro solo ai 13 di Jadeveon Clowney del 2012. Per le sue prestazioni fu premiato con il Bronko Nagurski Trophy come miglior difensore del college football e fu una selezione condivisa All-American.

## Carriera professionistica

### Los Angeles Chargers
Kennard fu scelto nel corso del quarto giro (125º assoluto) del Draft NFL 2025 dai Los Angeles Chargers.